# Nededza
Nededza (in ungherese Vágnedec) è un comune della Slovacchia facente parte del distretto di Žilina, nella regione omonima.